# Fort de Derawar

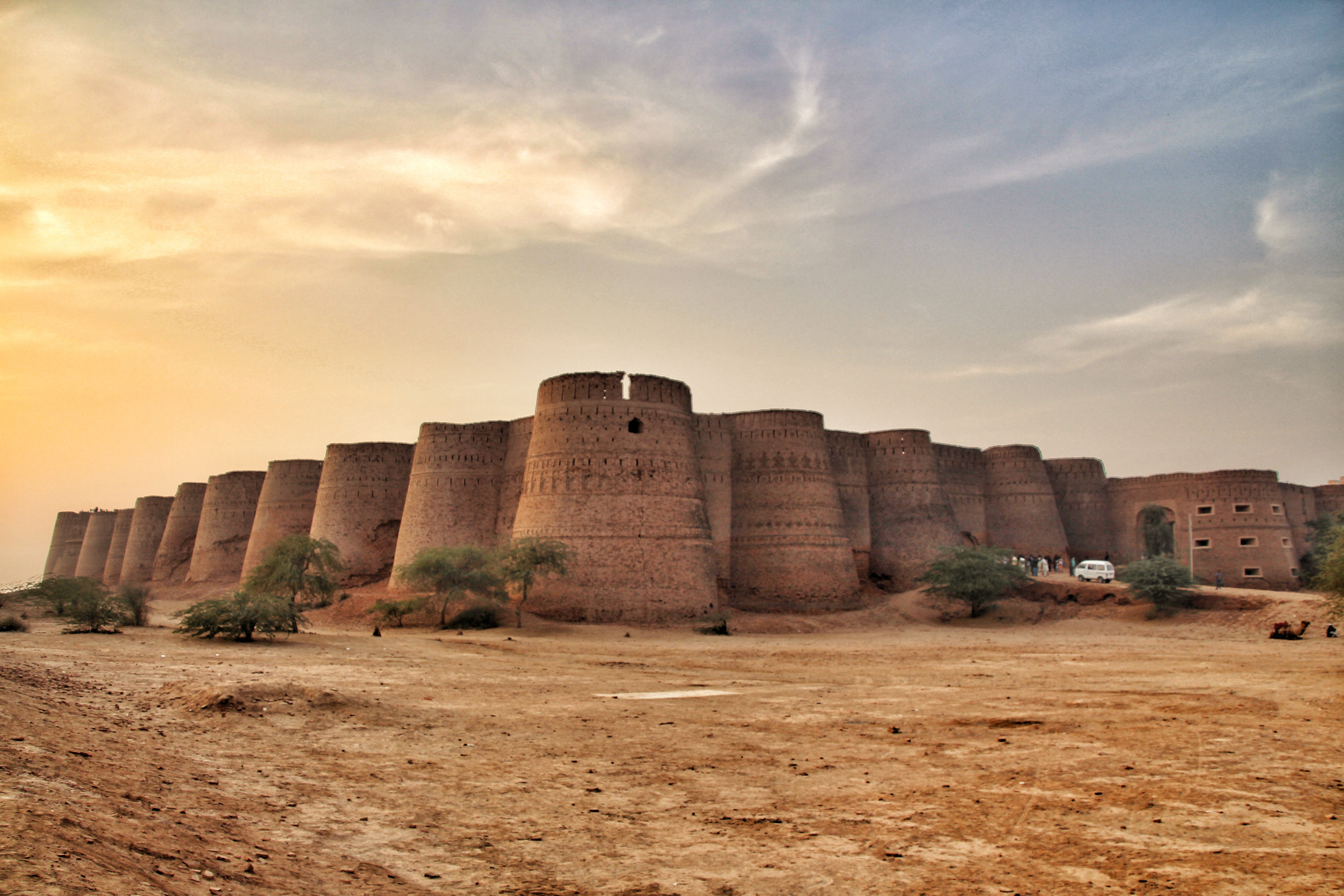
Vue du Fort de Derawar

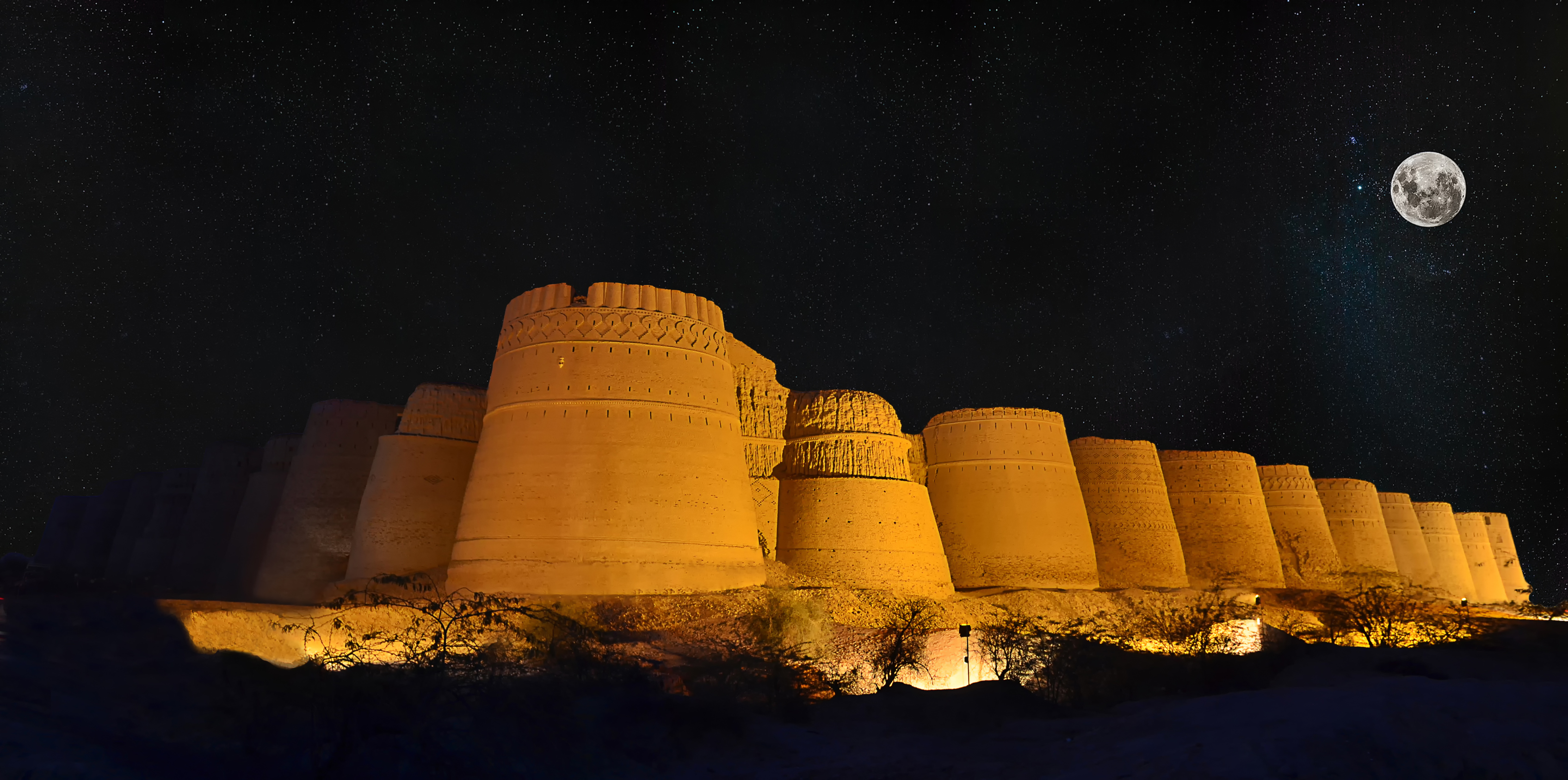
Le Fort de Derawar de nuit

Le fort de Derawar est une grande forteresse carrée à Bahawalpur dans la province du Pendjab au Pakistan. Les quarante bastions de Derawar sont visibles sur des kilomètres dans le désert du Cholistan. Les murs ont une circonférence de 1 500 m et s'élèvent sur 30 m de haut.
Le premier fort sur ce site a été bâti au IXe siècle par le Rajput hindou Bhati de Jaisalmer. Il reste dans les mains de la famille royale de Jaisalmer jusqu'à ce qu'il soit capturé par les Nawabs de Bahawalpur en 1733. En 1747, le fort est laissé aux Abbasis en raison des problèmes de Bahawak Khan à Shikarpur. Le Nawab Mubarak Khan reprend la place forte en 1804.
La mosquée à proximité a été dessinée sur le modèle de celle du Fort Rouge (la Moti Masjid ou « Mosquée de perle ») à Delhi. Il y a également une nécropole royale de la famille Abbasi, qui est toujours propriétaire du fort. La zone est riche en objets archéologiques avec la présence de Ganweriwala, une vaste cité de la civilisation de l'Indus non-fouillée à ce jour.

## Images

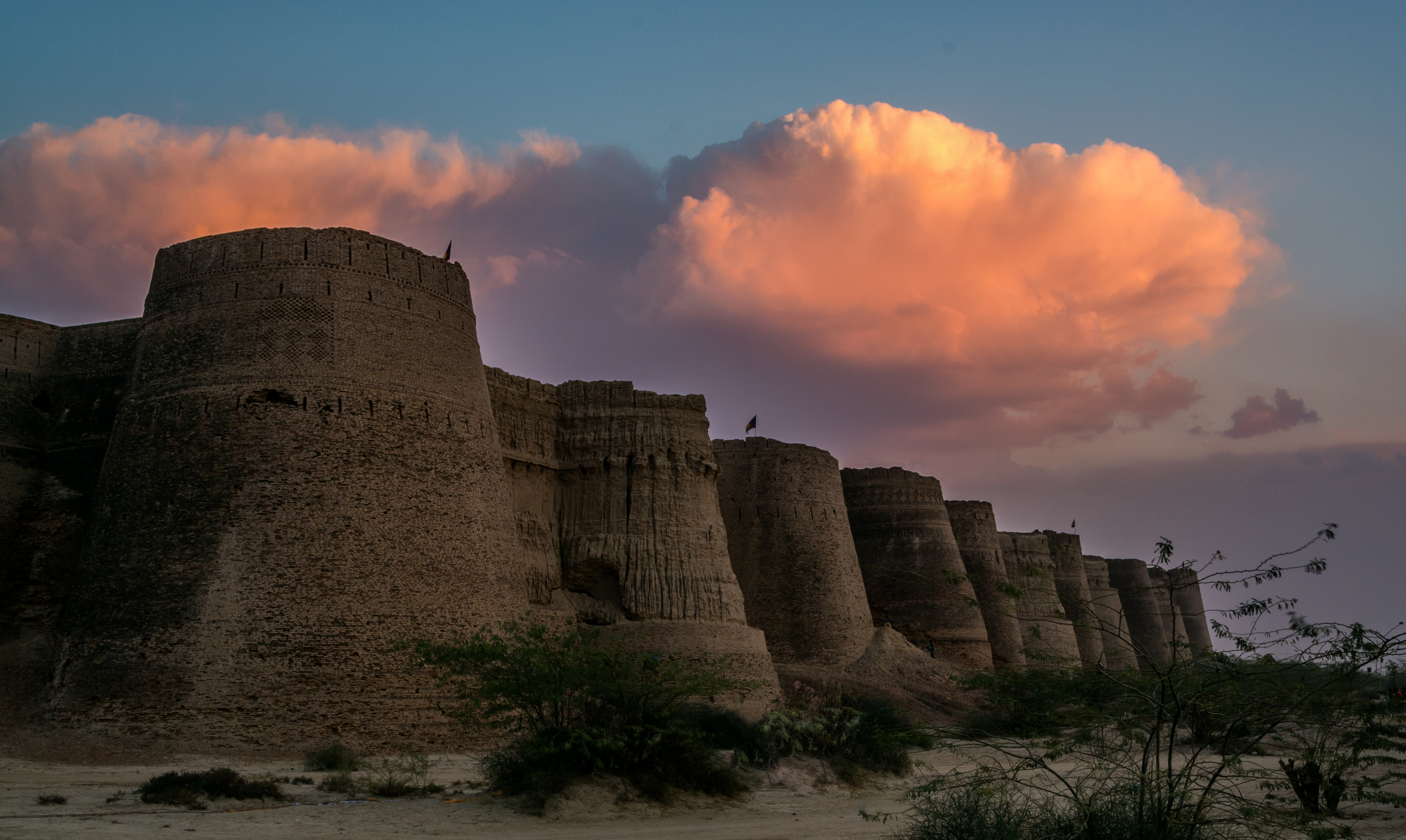
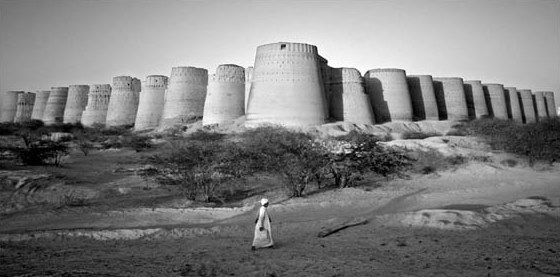
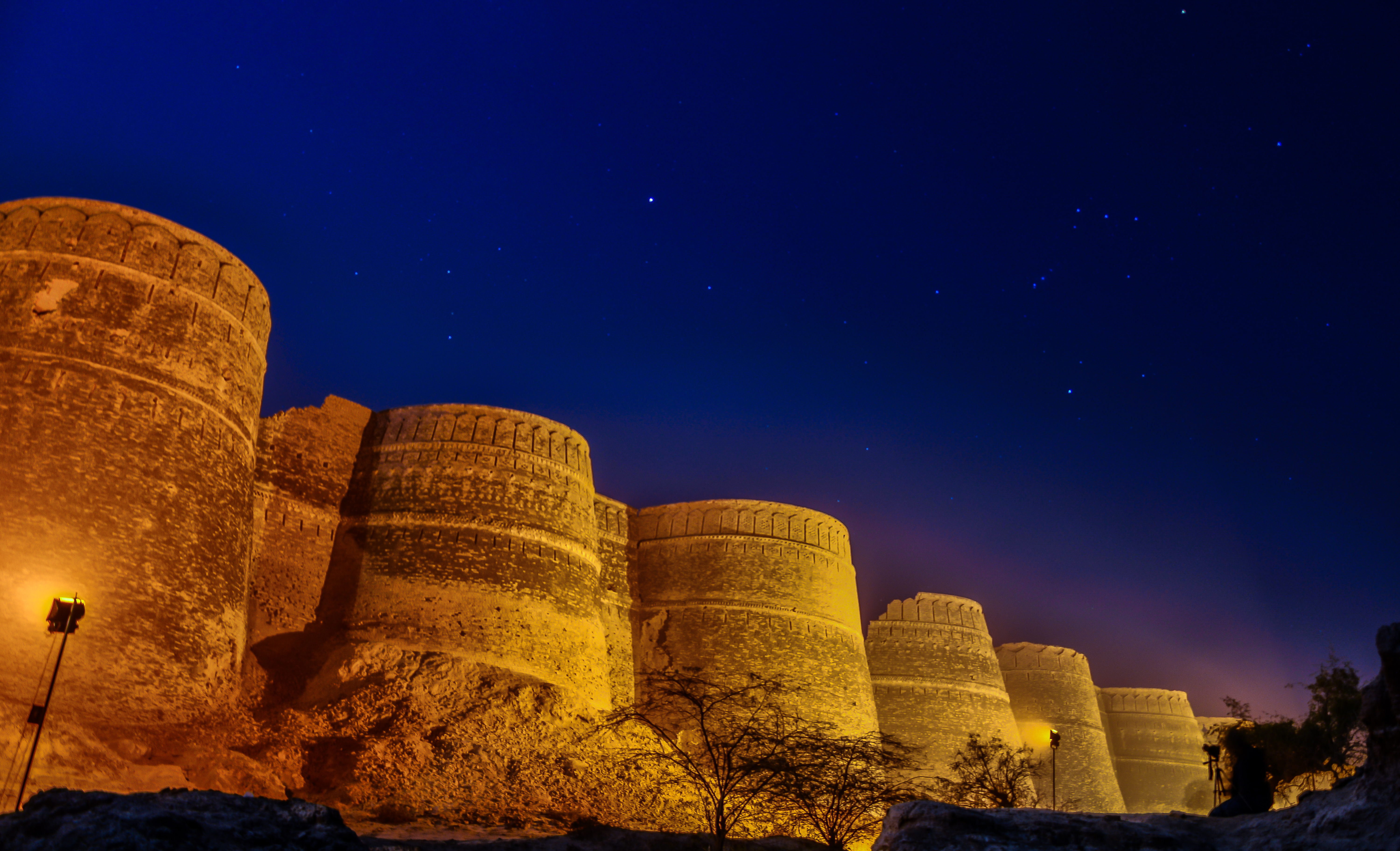
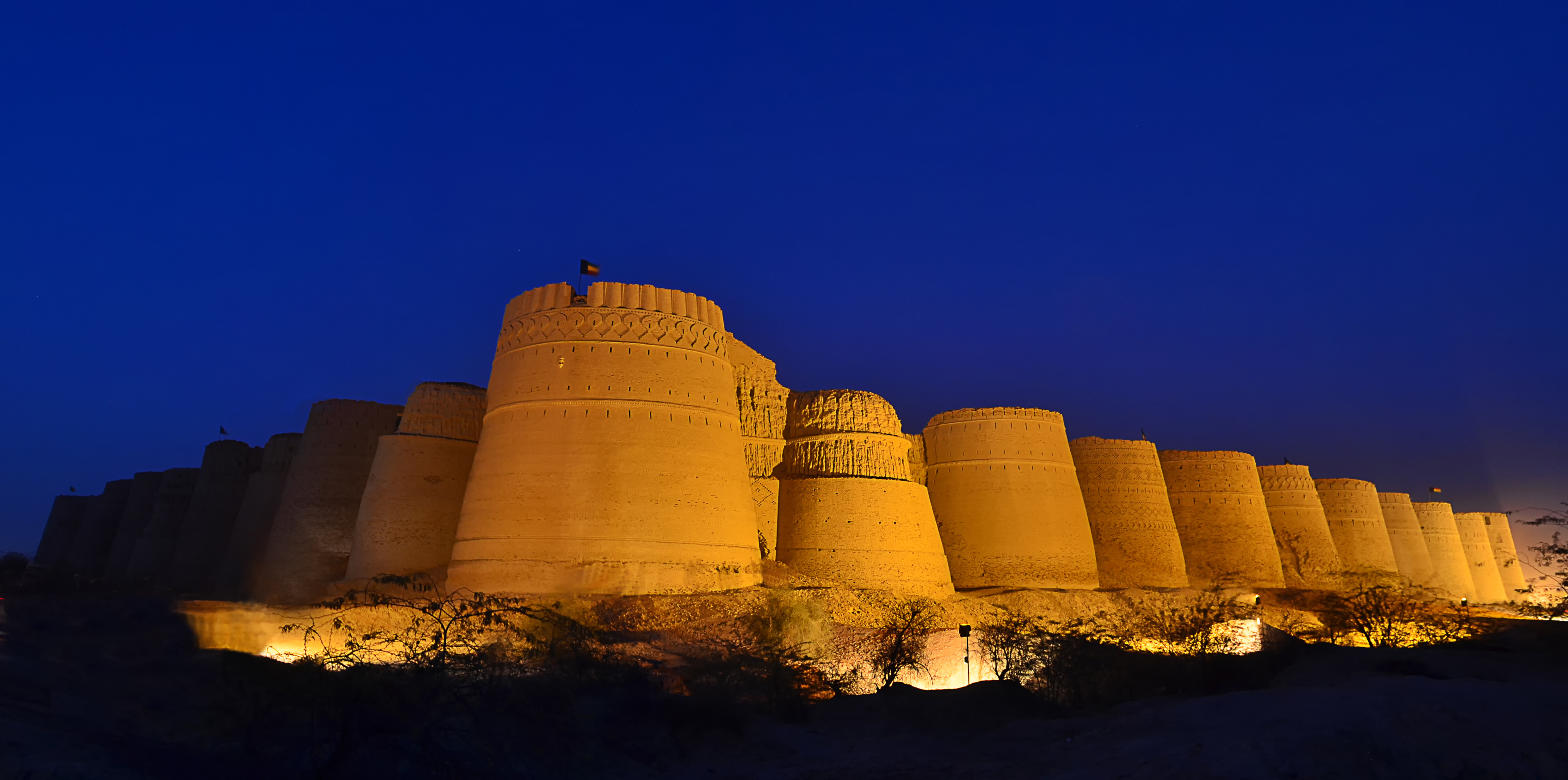
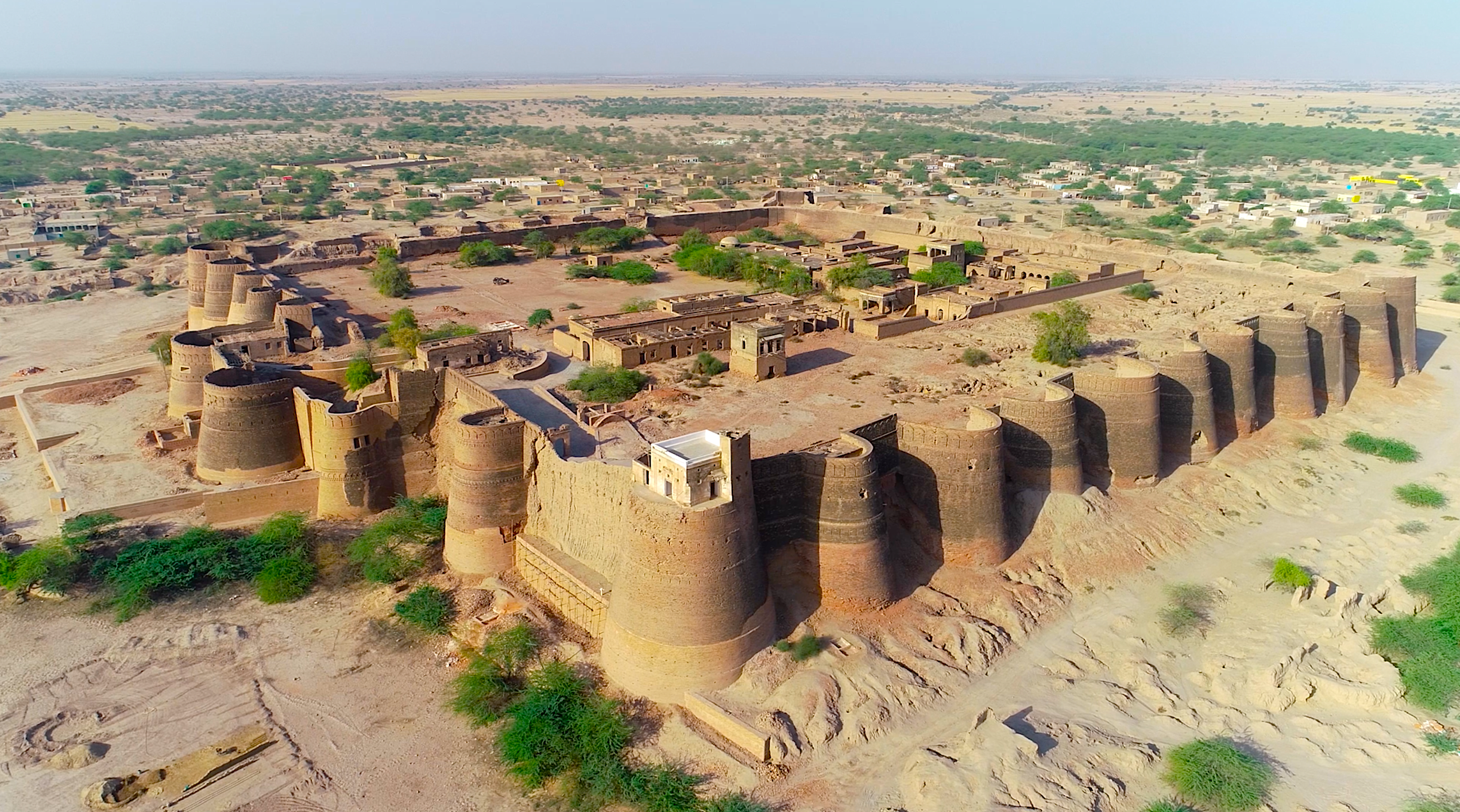
Fort de Derawar